# الله والنفس البشرية
الله والنفس البشرية  كتاب للشيخ محمد متولي الشعراوي صدر عام 1999م عن دار الحرية للنشر والتوزيع في 112 صفحة، وأعيدت طباعته من قبل دار الأمل في 105 صفحة. الكتاب فلسفي ديني يشرح فيه الشعراوي  أن العقل الإنساني قد خلق للتفكر في هذا الكون والتبحر فيه ولكن له قدرات وحدود، فأنت حين تريد أن تجعل إنسان يفهم شيئاً يجب أن تدخله في قدرة العقل البشري أولاً.

## محتوى الكتاب
- مقدمة
- الله والنفس البشرية
  أحاسيس النفس - العالم والمادة
- رسالات السماء
- الإنسان وقدرات الكون
- الأسماء والمعاني
- معنى الوجود
- الإنسان والأمانة
- الإنسان والاختيار
- الإنسان والعلم
- الإنسان وخلق الله
  ولكن ماذا عن الآخرة
- ليس كمثله شئ
- الغيب والملائكة
- ولا خطر على قلب بشر
- لماذا تغيرت القبلة
- قضية الإيمان
- طريق الله والعلم
- أسرار النفس البشرية
- عندما يظلم الإنسان نفسه
- قدرة الله
- وما تحت الثرى 

## مقتطفات من الكتاب
الله والنفس البشرية
يقول الشيخ محمد متولي الشعراوي في حديثه: إنّ الإنسان في صلته بالعالم الخارجي يتمتع بما نُسمِّيه الحاسّة.. أو الحواس.. فأنت ككائن بشري حين تتصل بالعالم الذي يحيط بك.. فإنّك تتصل به عن طريق حواس حددت بخمس، هي: أن يسمع الإنسان ويرى ويشم ويلمس ويتذوّق.. هذه الحواس نفهم بواسطتها العالم الخارجي ونميز بواسطتها هذا العالم، بل ونعطيه صفاته التي نطلقها عليه.. فصفات الألوان مثلاً نميزها بحاسة البصر.. ونوع الطعام مثلاً نعطيه لفظ الحلو.. ولفظ المر.. ولفظ الجيِّد.. ولفظ الرديء.. بحاسة الذوق إلى آخر هذا الكلام. إذن، فنحن نتصل بالعالم الموجود خارجنا عن طريق هذه الحواس.. ولكن ماذا عن عالم ما هو داخل النفس البشرية؟ وكيف يمكن أن يتم الاتصال بين الإنسان وما هو موجود في داخله؟ هل يتم هذا الاتصال عن طريق الحواس؟ أو عن طريق أشياء أخرى يطلق عليها بعض الناس البديهيات؟ وبعض الناس لفظ إلهام خاص؟ وبعض الناس ألفاظ أخرى؟ ولكن المؤكد أنّ هذا الإحساس الذي يتم بالنسبة لما في داخل النفس البشرية لا يتم عن طريق الحواس الخمس التي تتصل بها بالعالم الخارجي.. وإنما يتم عن طريق أشياء أخرى يطلق عليها كما قلت إلهام أو إحساس داخلي إلى آخر هذا
أحاسيس النفس
ولكي أوضح هذه النقطة، أحب أن أقول إنّ النفس البشرية التي فيها أحاسيس لا نستطيع أن نحللها بدقة.. ولا أن نصل إليها لنعرف ما هي.. تحس أيضاً هذه النفس إحساساً يقينياً بوجود الله سبحانه وتعالى.. فاسم الله مثلاً هو شيء لا تدركه الحواس الخمس.. لأنّه أكبر من قدرتها.. ولكن تدركه حاسة داخل الإنسان.. حاسة غير مرئية.. ومن هنا، فإنّ كلمة الله التي هي فوق قدرة الحواس الخمس.. نجد أنّ الأذن تفهمها عندما تسمعها.. ولا يمكن للأذن أن تفهم شيئاً لا يوجد أصلاً داخل النفس البشرية.. بحيث يكون التصوّر هنا ليس غريباً تماماً.. على هذه النفس، بل هو معروف لها بشكل قد لا نفهمه نحن.. ولا نستطيع أن نحلله.. ولكنه معروف.. فعندما يذكر لنا أحد اسم الله، فإنّ الذي يقفز إلى عقولنا هو وجود قوة خارقة.. هي التي أوجدت هذا العالم.. وإنّ هذه القوّة خارج نطاق العقل، بل وخارج نطاق الحواس.. إذن كيف ندرك وجود هذه القوّة؟ وكيف يكون اسمها مألوفاً عندنا وهي خارج نطاق الحواس وخارج نطاق العقل.
العالم والمادة
ولكن هذا العالم المادي نفسه الذي نعيش فيه.. لا يمكن أن يخلق فينا هذا الشعور.. لا يمكن أن يقول لنا إذا استخدمنا حواسنا فقط أنّ هناك قوّة قادرة قاهرة خلف كلّ هذا.. إذن لابدّ أنّ هناك قوّة أخرى خلاف هذا العالم المادي هي التي وضعت فينا هذا التصوّر.. وهو أنّ هناك شيئاً خلاف المادة يجب أن يتم البحث عنه.. ومن هنا بدأ البحث والفكر والاتجاه نحو هذه القوّة.. ولو لم يكن هناك شعور في داخلنا.. وإحساس قوّي بوجود هذه القوة لما بحثنا.. ولما وجد كلّ هذا البحث عبر تاريخ البشري.
معنى الوجود
لقد أجهد الفلاسفة أنفسهم على مر سنوات طويلة في محاولة الوصول إلى وجود الله باستخدام العقل بدلا من الرسالات السماوية، ومن هنا فإنهم أرادوا أن يستخدموا العقل فيما لم يخلق له، ذلك أن العقل له وظائف ليس من بينها أن يصل إلى وجود الله بعيداً أو غير مستخدم الرسالات التي أنزلها الله لعباده.

## وصلات خارجية
https://www.alhesn.net/play/8872 الله والنفس البشرية
https://www.goodreads.com/book/show/13563828 الله والنفس البشرية